# Zum Teufel mit der Wahrheit
Zum Teufel mit der Wahrheit ist eine deutsche Filmkomödie des Regisseurs Granz Henman aus dem Jahr 2015. Die Hauptrollen spielen Bettina Zimmermann, Christoph M. Ohrt und Eugen Bauder. Die Erstausstrahlung fand am 19. Mai 2015 auf Sat.1 statt.

## Handlung
Die Journalistin Kathrin hat keine Probleme mit kleinen Notlügen, egal ob im Beruf oder beim Sex mit ihrem jungen Lover Luca, bei dem sie die Orgasmen überzeugend vortäuscht. Doch das ändert sich alles, als sie ihre Allergie loswerden will. Denn das Pulver, das sie von der chinesischen Therapeutin Wong Li erhält, hat eine gravierende Nebenwirkung: Sie kann nicht mehr lügen und sagt jedem die Wahrheit.
Die Veränderung hat Auswirkungen auf ihren Job: Als sie ein Interview mit dem berühmten Schauspieler Daniel König vergeigt, wird sie kurzerhand gefeuert. Außerdem taucht ihr untreuer Ex-Mann Michael wieder auf,  der nach einem Seitensprung versucht, wieder bei ihr zu landen. Kathrin erkennt, dass ein Leben ohne Lügen durchaus möglich ist und dass sie sich zwischen ihrem jungen Lover und ihrem Ex-Mann entscheiden muss.

## Hintergrund
Die auftraggebende Produktionsfirma war die Wasabi Film GmbH & Co. KG für die ProSiebenSat.1 Media. Unter dem Arbeitstitel Lügen macht glücklich wurde der Film zwischen dem 25. November und dem 20. Dezember 2014 in Kapstadt, Südafrika, produziert – obwohl die Geschichte in Berlin spielt. Gedreht wurde an 20 Tagen.

## Rezeption
Tilmann P. Gangloff von Tittelbach.tv urteilte: „Mitunter trägt der Film etwas dick auf, aber allein wegen der boshaften Dialoge ist „Zum Teufel mit der Wahrheit!“ sehenswert. Aber auch die Chemie zwischen Zimmermann/Ohrt stimmt!“